# 卡尔·费歇尔滴定法

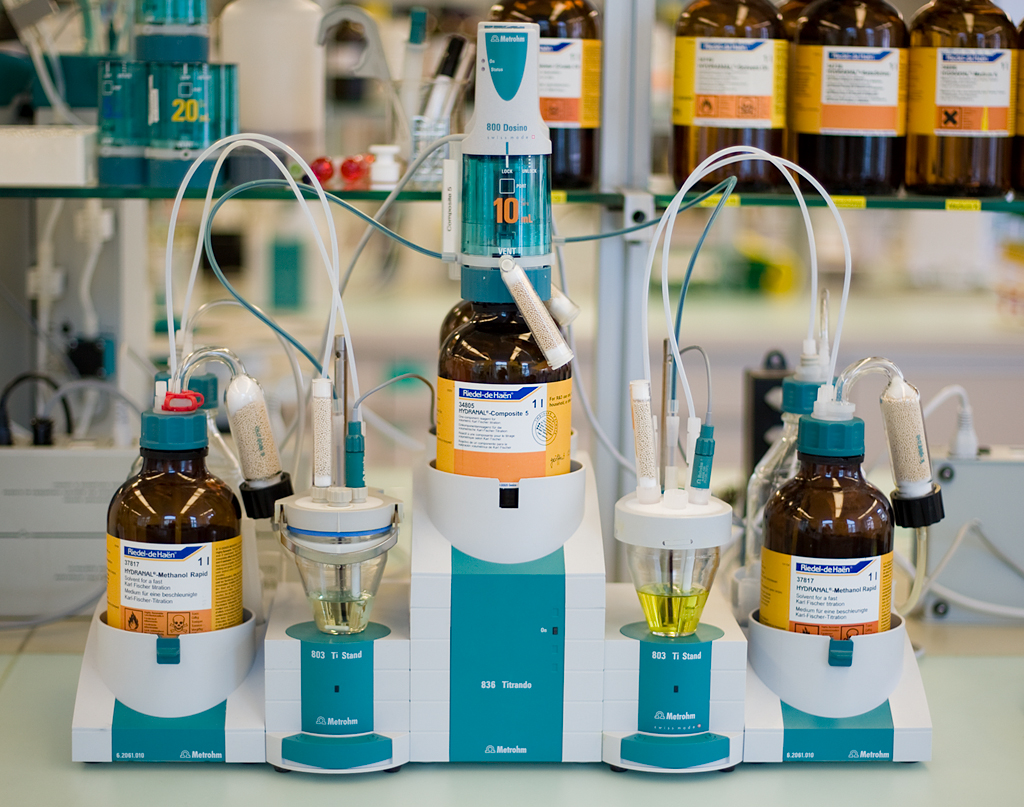
卡尔·费休滴定仪

卡尔·费歇尔滴定法（卡尔·费歇尔法，Karl Fisher titration）是采用卡尔·费歇尔滴定法试剂，通过库仑滴定或容量滴定来测定样品中微量水分的一种化学分析方法。由德国化学家卡尔·费歇尔（Karl Fischer）在1935年发明 。如今该法已实现卡尔·费休滴定仪自动化分析。

## 化学原理
卡尔·费休滴定法分析水分含量的方法是一种碘量法，基于与碘（I
2）与二氧化硫（SO
2 ）在水（H
2O）存在下的氧化还原反应：                            {\displaystyle {\ce {2 H2O + SO2 + I2 -> H2SO4 + 2 HI}}}反应消耗的水与I
2的摩尔量刚好相等。随着I
2的加入，到达滴定的终点后溶液中I
2过量，因此可以通过电位法来指示终点。该反应在含碱的醇溶液中进行，以消耗反应产生的三氧化硫和氢碘酸。

## 库仑滴定法
滴定在电解池中进行。阳极槽为主滴定槽，内装有阳极溶液与待测样品的混合物。阳极溶液由醇类化合物（ROH）、有机碱（B）、二氧化硫（SO
2 )和碘化钾（KI）构成。常用醇类化合物包括乙醇，二甘醇乙醚或甲醇，有时称为卡尔·费休级试剂。常用的有机碱是咪唑。
阴极则插入较小的阴极槽中。阴极槽浸入阳极溶液中，之间用离子选择性膜进行分隔。
当电解池体系中通过电解电流时，KI在Pt阳极氧化产生的电生滴定剂I
2。反应如下所示:{\displaystyle {\begin{aligned}{\ce {2 I-}}&\longrightarrow {\ce {I2 + 2 e-}}\\[4pt]{\ce {B}}\!\cdot \!{\ce {I2 + B}}\!\cdot \!{\ce {SO2 + B + H2O}}&\longrightarrow {\ce {2 BH+I^- + BSO3}}\\[4pt]{\ce {BSO3 + ROH}}&\longrightarrow {\ce {BHRSO4}}\end{aligned}}}净反应为I
2与SO
2的氧化还原反应。每1 mol H
2O消耗1 mol I
2，即每1 mol H
2O会消耗2 mol 电子。
滴定终点指示常用双电位滴定法（死停法）。由一对Pt片电极浸入阳极溶液中，构成检测回路。滴定过程中，维持检测电路两个Pt电极之间的电流恒定。在到达反应等当点之前，电解液主要包含I−
，I
2含量很少。到达等当点后，产生的过量的I
2导致检测回路中电压突降，指示滴定达到终点。根据产生I2的含量以及达到终点所需的电荷量(Q)，可计算出原始样品中的水含量。

## 容量滴定法
容量滴定法与库仑滴定法的原理相同。不同的是，库伦滴定法中阳极溶液在容量滴定法中是作为滴定剂。滴定剂由醇类化合物（ROH）、有机碱（B）、SO
2和已知浓度的I
2组成。此时采用的碱为吡啶。
滴定反应与库伦法相同，每1 mol H
2O消耗1 mol I
2。滴定终点可同样采用双电位法指示。

## 优缺点
卡尔·费休法的广泛使用很大程度上得益于它相比于其他含水量测定方法，具有准确、分析迅速和选择性等优势。
卡尔·费休法对水具有选择性，因为本身是水参与滴定反应。与之相比，干燥失重法测定含水量时，测得失水重量会包括挥发性物质挥发的重量，测得的重量结果对水没有选择特异性。然而卡尔·费休法采用具有强氧化性的SO
2和I
2意味着其可能会与其他成分反应。因此卡尔·费休法不适用于含有二甲基亚砜（DMSO）等的溶剂体系进行测定。
卡尔·费休法具有较高的准确度和精确度，误差可控制在1％以内，例如含水量为3.00％的样品测得结果在2.97–3.03％之间。虽然卡尔·费休法是一种有损分析方法，但样品用量很少，而且通常受的称重精度所限制。在一般分析天平称重精度为0.2 mg的条件下，为得到 1% 精度的结果，样品须至少含有20 mg水，例如200 mg的样品含水量至少为10%。对于库伦滴定法中用于测定电荷量的库仑计，在1 – 5 ppm的含水量范围内，测量误差大约为5％。容量滴定法可以轻易测量含水量高达100%的样品，但对于含水量低于0.05%的样品，则需更大的样品量 。卡尔·费休法对水含量为线性响应，因此使用1%含水量标准样品进行单点标定即可，不需要绘制标定曲线。
卡尔·费休法几乎不需要进行样品预处理，通常可直接使用注射器注入液体样品。分析通常在一分钟内完成。然而卡尔·费休法存在漂移误差，这是由显著的水混入体系引起。容器的玻璃壁会吸附水分，如果有水混入容器中，水会缓慢释放到滴定溶液中，并且这一过程持续时间很长。因此在测量之前需必将容器进行干燥，并进行 10 到 30 分钟的空转，以计算漂移率。然后从结果中减去漂移所引起的误差。
卡尔·费休法适用于测量液体，并且通过特殊设备也适用于测量气体。对于固体的测量，主要缺点是水必须易于释放到甲醇溶液中。许多常见物质，特别是巧克力等食物，水分释放困难，速度很慢，需要采取额外的操作才能让全部水分与卡尔·费休试剂进行充分反应。例如在样品池中安装高剪切搅拌器来破碎样品。 卡尔·费休法对与水结合性强的物质进行分析会产生问题（例如氯化锂、水合物中结合水分析等），所以卡尔·费休法不适合氯化锂、N,N-二甲基乙酰胺等特殊溶剂体系中分析。
卡尔·费休法可实现自动化。无论是容量滴定法还是库伦滴定法，卡尔·费休法一般来说使用单独的卡尔·费休滴定仪进行。也可将卡尔·费休滴定槽安装到通用滴定仪中，同时也可以添加附件烘箱，用于分析单元中无法正常分析的材料中。关于烘箱的添加，更重要的是确保材料在加热释放水分过程中不会产生分解进入水中。烘箱也支持样品自动化分析。
对于有色样品的分析，也可采用容量滴定法。通过紫外-可见光分光度计，利用视觉检测确定滴定终点。